# Ялтинская пещера
Ялтинская пещера (КН 254-23) — пещера на плато Ай-Петри в Крыму. Пещера открыта в 1997 году. Оборудована для экскурсионного посещения.

## Описание
Пещера была открыта в 1997 году. Через 10 лет в Ялтинской пещере проложили экскурсионный маршрут: очистили и благоустроили вход, проложили дорожки, сделали освещение.
Вертикального типа, Категория трудности — 1. Протяжённость — 61 м, глубина — 90 метра.

В Ялтинской пещере сохранились музей и сталагмиты, натечные образования и каменные цветы. На своде пещеры в основном преобладают сталактиты небольшого размера, которые в шутку прозвали «макаронами». Стены украшают множество натеков в виде «медуз», на полу возвышаются массивные сталагмиты. Оборудован для посещения один основной зал, путь в нижний зал лежит через вертикальный 40-метровый колодец, спуск в который возможен только со специальным снаряжением.

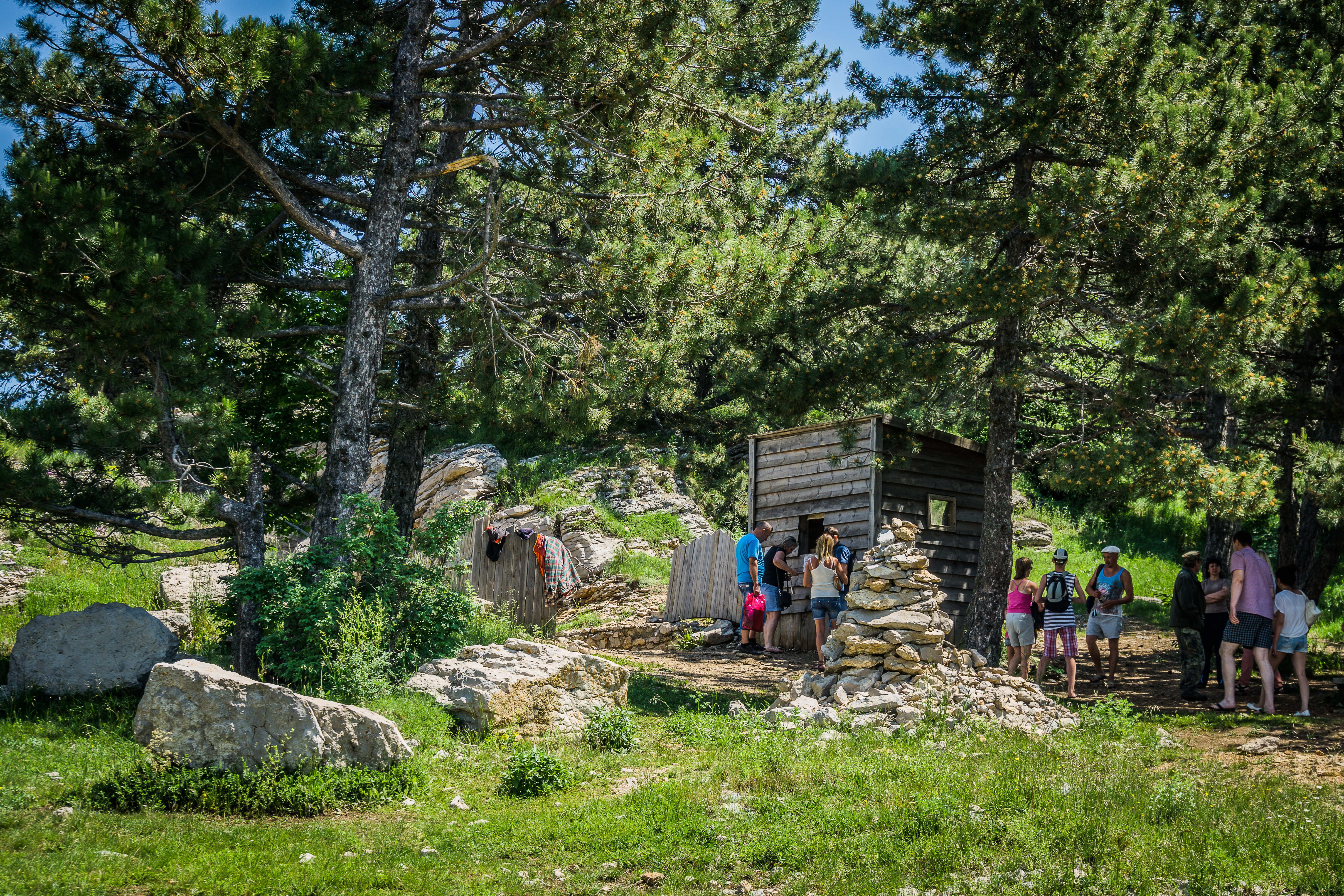
Кассы
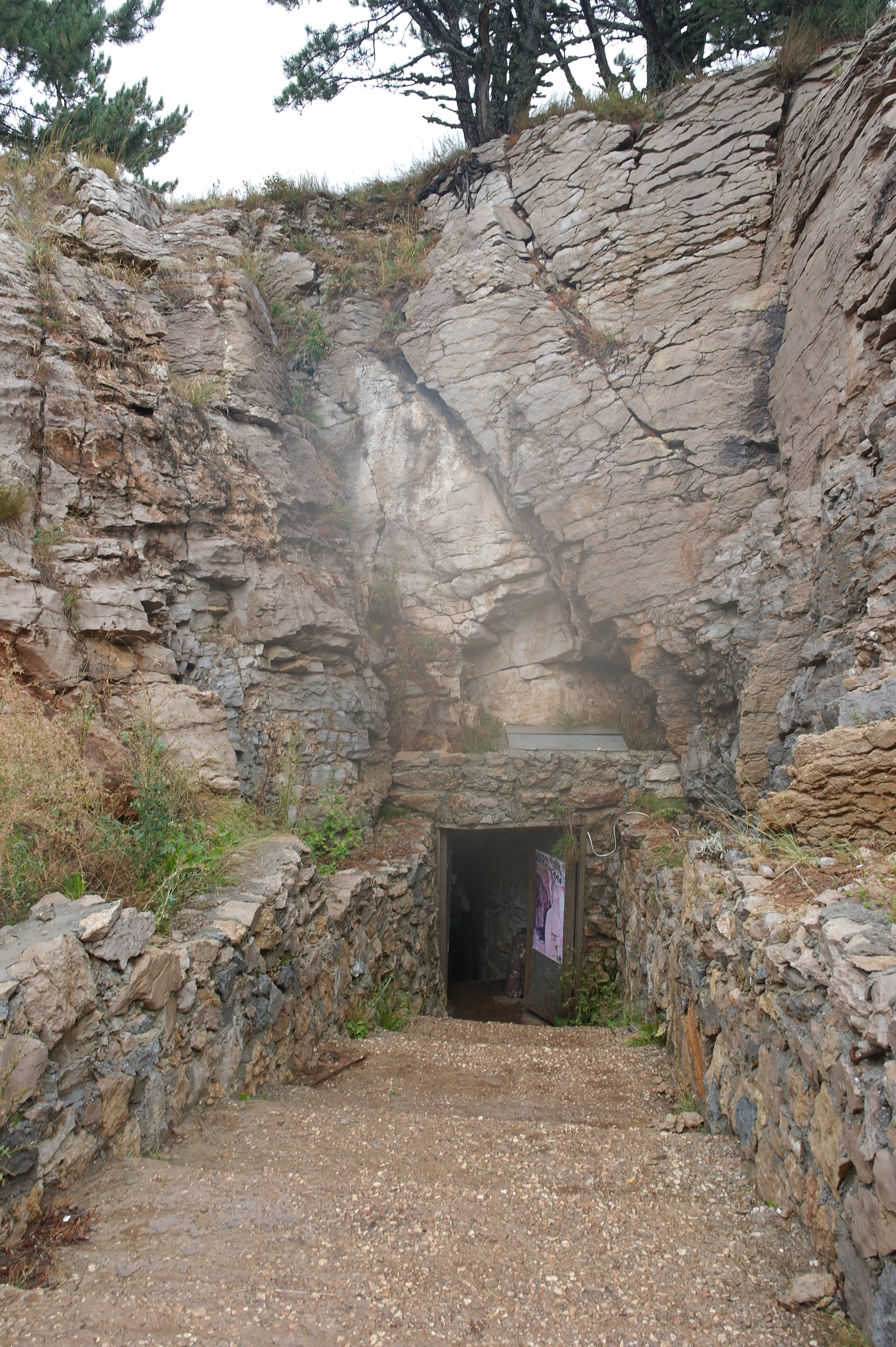
Оборудованный вход
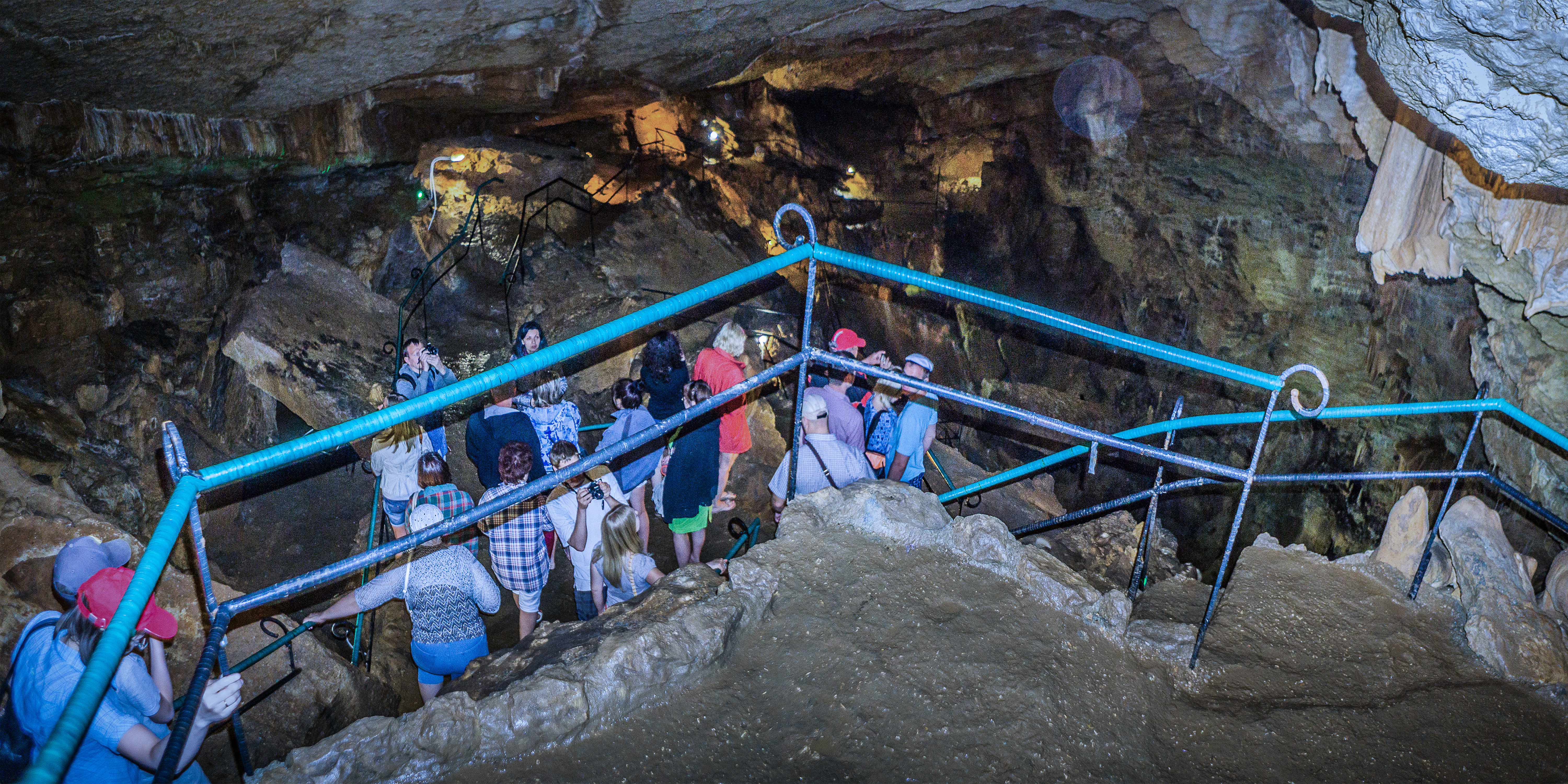
Верхний зал
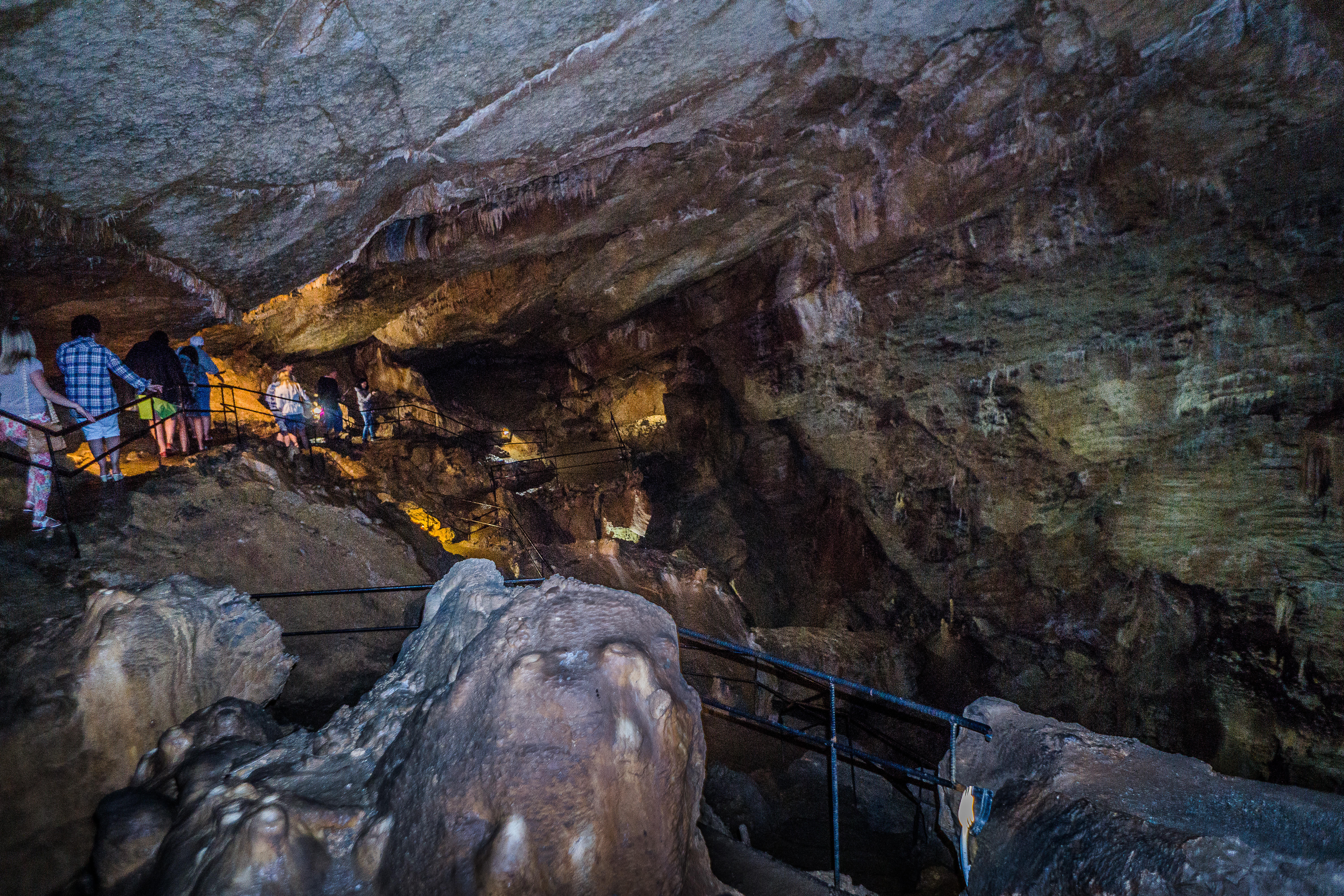
Натёчные формы